# 心月院 (杉並区)
心月院（しんげついん）は、東京都杉並区にある曹洞宗の寺院。

## 概要
1611年（慶長16年）、雲外嶺瞰によって開山された。元々は江戸南八丁堀（現・東京都中央区八丁堀）にあったが、1633年（寛永10年）に浅草新堀端（現・台東区元浅草）に移転した。
1691年（元禄4年）、九鬼隆幸が葬られてから、綾部藩九鬼家の菩提寺になり、寺容を整えていった。
1913年（大正2年）に現在地に移転した。なお九鬼家は祖先発祥の地の和歌山県に転居し、その際に墓所も移している。

## 交通アクセス
- 地下鉄丸ノ内線新高円寺駅より徒歩4分。
- 高円寺駅・中野駅よりバス（関東バス・京王バス）「大法寺前」下車